# Projet Natick
 (mars 2016).
 (avril 2018).

Le logo de Microsoft

Le projet Natick est une expérience réalisée par la compagnie Microsoft et Naval Group. Elle consiste à tester des centres de données sous-marins alimentés par des énergies marines et refroidis via l'eau de mer. Le 10 août 2015, un premier centre de données a été déployé en mer pour une centaine de jours,. La demande pour l’informatique centralisée est présente et elle connaît une croissance exponentielle. Microsoft gère une centaine de centres de données à travers le monde. La compagnie a dépensé plus de 15 milliards de dollars sur un système de centre de données qui fournit maintenant plus de 200 services en ligne d’où l’intérêt d’explorer de nouvelles avenues.
Le 5 juin 2018 Microsoft et Naval Group immergent leur premier serveur sous-marin au large des Orcades en Ecosse. Le choix stratégique de ces îles a été fait car elles accueillent un projet en phase de test d'un centre en énergie renouvelable.

## Le début de Natick
Chez Microsoft, ils ont une ThinkWeek (semaine de pensée). Cette semaine vient encourager les employés à partager leurs idées pour faire avancer la société. Sean James, qui est un ancien de la marine américaine, a coécrit un article, en février 2013, portant sur un centre de données sous-marin alimenté par l’énergie provenant de la mer. À la suite de la parution de l’article, certains chercheurs étaient intéressés par le sujet et le projet s’est concrétisé.
En août 2014 a eu lieu la première réunion de l’équipe à Redmond dans l’état de Washington. L’équipe de recherche est composée d’Eric Peterson, Spencer Fower, Norm Whitaker, Ben Cutler et Jeff Kramer. C’est a cet endroit qu’ils ont établi leur bureau. Un an plus tard a eu lieu de déploiement du premier centre de données en mer.

## Phase 1

### L’expérience
L’équipe de chercheurs a construit et testé un centre de données sous-marin nommé Leona Philpot (personnage dans la série de jeux vidéo Halo),. Le 10 août 2015, Leona Philpot a été déployé dans la mer sur la côte de la Californie centrale proche de San Luis Obispo. Il se trouvait plus de 30 mètres sous la surface de l’eau. L’expérience a eu une durée totale de 105 jours. Par la suite, le centre de données a été rapatrié sur la terre ferme pour que les chercheurs puissent analyser les données.
Le défi de ce projet est de construire un système fiable. Les pannes matérielles et les fuites sont des inquiétudes pour les chercheurs, car il est difficile de déployer rapidement quelqu’un pour réparer le centre de données qui est 30 mètres sous l’eau. Les chercheurs sont actuellement à l’étape de l’analyse des données. Ils ont été bien connectés au centre de données tout au long du processus. La connexion est restée établie même après un petit col de vague de tsunami.
Les chercheurs envisagent de créer un centre de données quatre fois plus gros et 20 fois plus puissant de Leona Philpot pour la prochaine expérience,.  Ils souhaitent également étendre le temps d’expérimentation. Quelques lieux pour le déploiement sont envisagés. Les côtes de la Floride ou le nord de l’Europe sont des possibilités.

### La construction

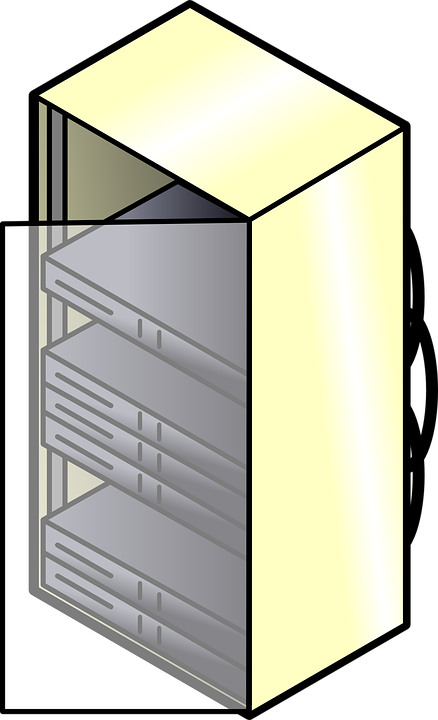
Exemple de casier de serveurs

Leona Philpot avait un poids de 38 000 livres (17 tonnes). Pour sa construction et pour son allure, les ingénieurs ont décidé de s’inspirer des sous-marins. Ils ont construit une cuve ronde, car la nature s’attaque aux angles vifs et aux arêtes. La cuve ronde possédant peu d’arêtes et d’angles risque moins d'être endommagée. Les chercheurs ont même noté que la vie marine s’est rapidement adaptée à la présence de la cuve et elle avait même commencé à habiter le système. La forme cylindrique de la cuve lui permet aussi de mieux résister à la pression et éviter de se déformer et d’endommager le matériel.
Le centre de données comporte des serveurs, un système de refroidissement et d’échange de chaleur ainsi que des capteurs. Les serveurs sont placés dans un casier.  Eric Peterson spécifie que son équipe et lui ont utilisé des serveurs standard qu’ils ont adaptés pour l’environnement marin,. À l’extérieur du casier on retrouve le système de refroidissement qui est essentiel pour éviter que les serveurs surchauffent. Les contrôles électroniques se trouvent également en dehors du casier. Le tout est recouvert d’une cuve scellée. Cette cuve avait une dimension de 10 pieds par 7 pieds (3x2m). On retrouve à l’extérieur de la cuve l’échangeur de chaleur
. La chaleur est évacuée par l’échangeur de chaleur et se trouve refroidie par l’eau de l’océan.
Leona Philpot était équipée de 100 capteurs différents pour mesurer la température, la pression, l’humidité, le mouvement, la quantité d’énergie utilisée par le système, la vitesse du courant, etc., dans le but de mieux comprendre l’environnement dans lequel se trouve le centre de données,.
Les chercheurs envisagent de laisser les centres de données en place cinq ans. Cinq ans, c’est la durée de vie prévue pour les serveurs contenus dans les centres de données. Ils considèrent qu’au bout de ses cinq années, les centres de données seraient récupérés, rechargés avec de nouveaux serveurs et redéployés. Ils supposent qu’un centre de données aurait une durée de vie de vingt ans,.
Les chercheurs repensent à l’alignement physique des centres de données. Pour l’instant, ils ont placé les serveurs dans des casiers comme cela se fait dans les centres de données terrestres. Cette disposition facilite la maintenance par l’humain. Dans l’océan, la maintenance ne sera plus requise et la disposition peut être repensée.

## Phase 2
Déployé au début du mois de juin 2018, au sein de l'European Marine Energy Centre (EMEC), au large des Orcades. Ce nouveau datacenter de 12,2 m par 3,2 m, est composé de douze racks, contenant au total 864 serveurs. Il a été conçu et fabriqué par Naval Group. Ce datacenter a été fabriqué, assemblé et testé à Brest.
Ce datacenter conteneur est déposé à 35 mètres de profondeur, pour une durée initialement prévue à 1 an (la durée de vie programmée du conteneur étant de 20 ans).
Il est conçu pour des profondeurs jusqu'à 100 mètres.
Finalement, le conteneur sera remonté le 15 septembre 2020, mettant ainsi fin à la Phase 2.
Les premières analyses sont très encourageantes puisque le taux de défaillance est inférieur à celui d'un datacenter classique. Durant les deux années d'expérimentation, seulement 8 serveurs ont connu des pannes, ce que Microsoft explique par l'absence de présence humaine et d'oxygène (remplacé par l'azote).

## Phase 3
À la suite de l'émersion, Microsoft entame la troisième phase du projet, centrée sur l'étude du cycle de vie des serveurs.

## Objectifs
Les centres de données entreposent d’énormes quantités d’informations que les utilisateurs d’ordinateurs, de cellulaire, de tablette font appel tous les jours. Ces informations sont contenues dans ce qu’on appelle le nuage informatique. Le nuage informatique est emmagasiné dans des centres de données
. Peter Lee, vice-président de Microsoft Research, fait remarquer qu’utiliser un cellulaire fait travailler une centaine d’ordinateurs. Si l’on multiplie la centaine d’ordinateurs sollicités pour un usager par le milliard d’utilisateurs, les centres de données dégagent beaucoup de chaleurs. Un des objectifs est de réduire le coût relié au refroidissement des centres de données,,,. La climatisation des centres de données est l’un des problèmes les plus dispendieux de l’industrie. La température de l’eau de la mer pourrait aider à refroidir le système.
Les centres de données sous-marins permettent de répondre rapidement à la demande du marché. Lors de catastrophes naturelles ou d’événements spéciaux comme une coupe du monde, il serait facile d’installer des services à proximité. Les chercheurs de Microsoft croient qu’il serait possible de produire en masse des centres de données sous-marins. De ce fait, cela pourrait prendre seulement 90 jours pour construire un nouveau centre de données. Le milieu marin étant similaire partout sur la Terre permet de construire qu’un seul modèle. Ce n’est pas comme les centres de données terrestres qui doivent être adaptées à l’environnement, la température, le terrain, etc., et que les facteurs varient de façon considérable d’un pays à l’autre.
Un autre objectif serait de localiser les centres de données plus proches de la population,. Le fait d’avoir les centres de données à proximité permettrait d’augmenter le service du web. Les centres de données terrestres sont souvent construits loin des grands centres urbains et hors des sentiers battus ce qui crée une grande distance entre les données et les utilisateurs. Avoir les données proches de la population permettrait de réduire le retard et la latence (le temps qu’il faut pour les données pour voyager entre sa source et sa destination). Par exemple, le téléchargement et les jeux vidéo seraient plus rapides.

## L’impact sur l’environnement
Les chercheurs veulent construire des centres de données durables. Ces centres de données sont pleinement recyclés. Ils sont faits à partir de matériaux recyclés. Les centres de données vont être recyclés à la fin de leur vie. Les chercheurs travaillent à alimenter les centres de données à l’aide d’énergie verte et avec zéro émission. Lors du premier test, Leona Philpot était alimenté par le réseau électrique existant.  Cette situation explique que l’expérience se soit réalisée proche des côtes californiennes et non plus loin en mer.

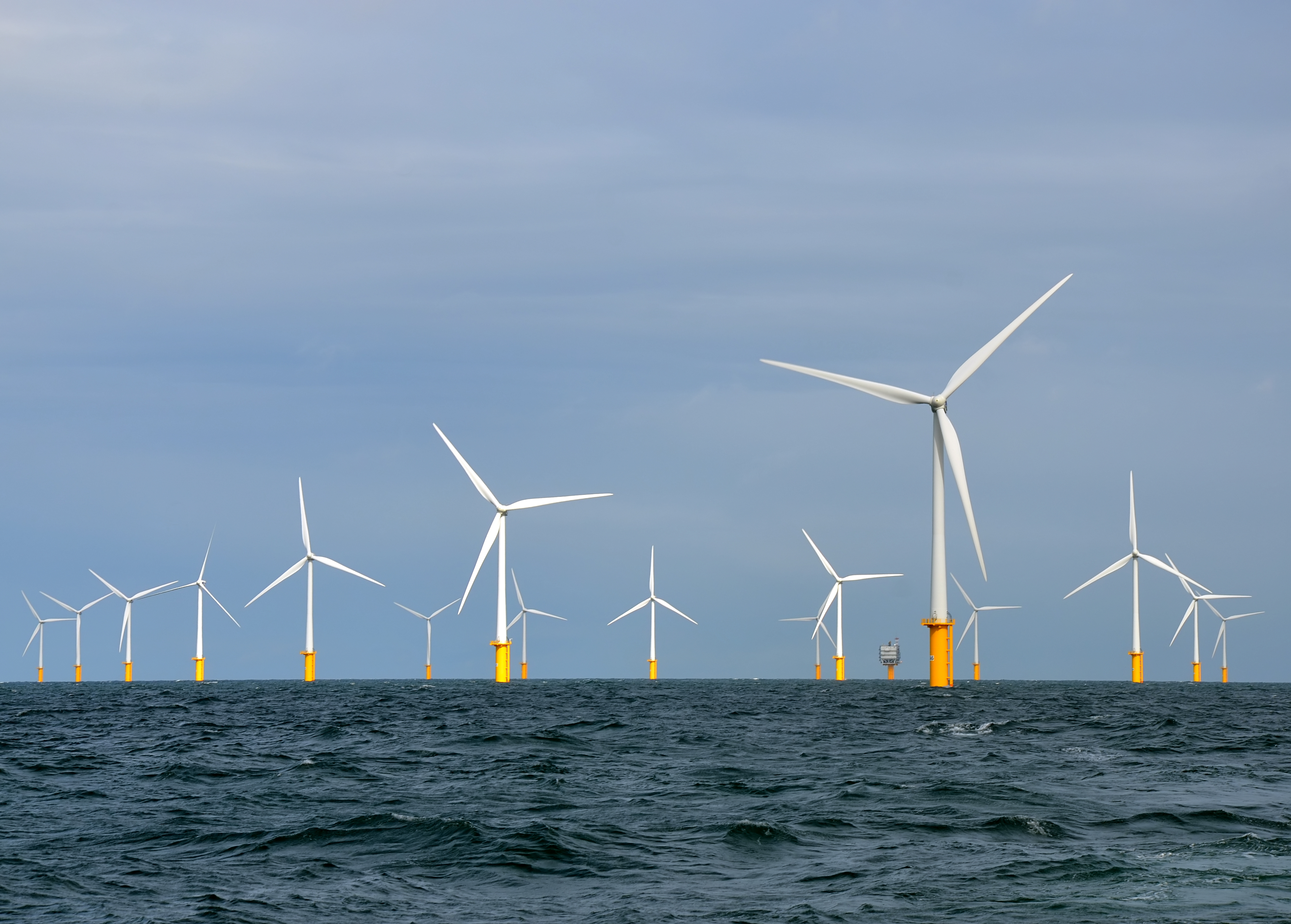
Des éoliennes de mer

Le milieu marin donne aux chercheurs une nouvelle possibilité pour l’alimentation du centre de données : l’énergie hydraulique ou l’énergie du mouvement de la mer. Éventuellement, l’électricité qui alimente les centres de données pourrait provenir des vagues renouvelables ou de l’énergie marémotrice. Les vagues, le courant, l'éolien en mer, les marées, etc. sont des sources de courant électrique envisageable par les chercheurs,. La demande d’énergie est exponentielle. L’autosuffisance électrique permettrait de réduire d’autres coûts.
Le PUE (Power Usage Effectiveness) qui est le coefficient de l'efficacité de l'utilisation de l'énergie (puissance totale divisée par la puissance du serveur) est de 1.07 pour ce projet. Le coefficient idéal et parfait est de 1.0.